# Озеро Сен-Манде
Озеро Сен-Манде (фр. Lac de Saint-Mandé) — природне озеро на північно-західній межі Венсенського лісу .

## Короткий опис
Озеро виникло в XIII столітті, у результаті утворення затору в природній улоговині, з подальшим накопиченням атмосферних опадів та навколишніх стічних вод. З часом сморід від озера став настільки сильним що, в XVIII столітті було прийнято рішення засипати його ґрунтом. Але вже в середині XIX століття, під час перетворення Венсенського лісу в парк, під керівництвом інженера Жана-Шарля Альфана озеро було відновлене. Щоб не допустити повторного накопичення стоячих вод, було вирішено включити озеро в гідросистему Венсенського лісу, поєднавши його з озером Гравель. На озері є один острів. У цей час катання на човнах озером заборонене, тож острів став місцем проживання численних водоплавних птахів.
До озера можна добратися на метро: лінія 1 або автобусами № 46, 56, 86, 325.